# Sofia Arvidsson
Lena Sofia Alexandra Arvidsson, född 16 februari 1984 i Halmstad, är en svensk högerhänt före detta professionell tennisspelare.

## Tenniskarriären
Sofia Arvidsson blev professionell tennisspelare 1999 och debuterade på WTA-touren 2000. Hon nådde sin första internationella framgång 2001, då hon spelade final i juniorsingeln i Grand Slam-turneringen Australiska öppna. Arvidsson har hittills (januari 2014) under karriären vunnit två singeltitlar på WTA-touren och 18 i ITF-arrangerade turneringar. I maj 2006 rankades hon av WTA på 29 plats i singel, vilket är hennes hittills främsta placering. I dubbel har Arvidsson vunnit 1 WTA-titel och 13 ITF-titlar.  
Som ung vann hon även SM-guld i bordtennis, regionmästerskap i simning samt spelade fotboll i IF Centern till 13 års ålder. Hon spelade tillsammans med bland annat Peter Larsson, numera Helsingborgs IF. Hon är från Halmstad och är väldigt populär i moderklubben Söndrums TK.  
År 2005 spelade Arvidsson tre kvartsfinaler och en final på WTA-touren. Den senare spelade hon i Québec i november i Tier III-turneringen Bell Challenge. Hon förlorade matchen mot välmeriterade amerikanskan Amy Frazier (1-6, 5-7). 
År 2006 nådde hon tredje omgången i Australiska öppna, där hon förlorade mot Anastasia Myskina (3-6, 1-6). Arvidsson hade i föregående match slagit ut ryskan Dinara Safina. Sin första WTA-tour-titel vann hon i Tier III-turneringen i Memphis (Regions Morgan Keegan Championships and the Cellular South Cup) den 25 februari 2006. I semifinalen besegrade hon först Amy Frazier och sedan i finalen polskan Marta Domachowska.
I 2008 års Wimbledon vid ledning i första omgången, 6-4 1-1, mot österrikiskan Sybille Bammer halkade Arvidsson och vred knät så illa att hon tvingades till slut bryta matchen, efter att ha tappat till 1-4. Hon riskerade att missa OS i Peking. Hon skulle vara med i turneringen Nordea Nordic Light Open innan OS men drog sig ur till följd av skadan. Men knät läkte snabbt och Arvidsson ställde upp i damsingeln i OS där hon vann mot Tamarine Tanasugarn i första omgången men förlorade i andra omgången mot den kommande segraren Jelena Dementieva.
Arvidsson deltog i det svenska Fed Cup-laget 2000-09. Hon har spelat totalt 44 matcher för laget och vunnit 21 av dem.
Den 25 februari 2012 vann hon en WTA-turnering, i Memphis.
Den 4 januari 2016 meddelades att hon lägger av med tennisen.

## Padel
Efter tenniskarriären tog hon omgående upp padel, till en början som motionsaktivitet men efter hand så blev det mer tävlingsinriktat och har vunnit många turneringar på den svenska padeltouren. 2022 vann hon SM-guld i par med Baharak Soleymani.

## Spelaren och personen
Sofia Arvidsson började spela tennis som åttaåring. Hon spelar helst från baslinjen och hennes favoritunderlag är hardcourt. Hennes grundslag är utmärkta och hon har en stundtals mycket effektiv dubbelfattad backhand.

## Titlar
- Singel
  - 2012 - Memphis (WTA)
  - 2008 - ITF/Zagreb-Kroatien
  - 2007 - ITF/St. Paul, MN-USA, ITF/Båstad-Sverige, ITF/Joue-les-Tours-FRA, ITF/Glasgow-GBR
  - 2006 - Memphis (WTA)
  - 2005 - ITF/Sunderland-GBR
  - 2003 - ITF/Glasgow-GBR, ITF-Eugene-USA, ITF/Pruhonice-CZE
  - 2002 - ITF/Buchen-GER, ITF/Båstad-SWE, ITF/Southampton-GBR
  - 2001 - ITF/Sunderland-GBR, ITF/Stockholm-SWE.
- Dubbel
  - 2010 - WTA/Québec, Kanada (med Johanna Larsson)
  - 2007 - ITF/St. Paul, MN-USA (med Serra Zanetti), ITF/Nantes-FRA, ITF/Glasgow-GBR (båda med Johanna Larsson)
  - 2005 - ITF/Sunderland-GBR (med Martina Müller).
- Padel (urval)
  - 2019 - SPT Masters Uppsala
  - 2022 - SM